# Acacia caroleae
Acacia caroleae är en ärtväxtart som beskrevs av Leslie Pedley. Acacia caroleae ingår i släktet akacior, och familjen ärtväxter. Inga underarter finns listade i Catalogue of Life.